# Parenteralna primjena
Parenteralna primjena lijeka je ona metoda primjene lijeka kojom se zaobilazi probavni trakt. Izvodi ju se izravnim unošenjem u tkivo. Prednost primjene je brzina, potpunost i što lijek u nepromijenjenom obliku stiže na željeno mjesto ili krvotok. Kemijska nepromijenjenost je važan razlog, jer neki lijekovi se prolaskom kroz probavni sustav razgrađuju poput inzulina. Izravni dolazak na ciljano mjesto ima i drugi razlog, jer trajanje učinka je drugačije, a tu je selektivnost učinka, jer lijek ide na pravo mjesto, dok doticajem s drugim dijelovima organizma mogu se dogoditi neželjeni učinci. Oblici kojim se unosi u organizam su ampula, infuzijske otopine, a načini injektiranjem (ubrizgavanjem) u venu (intravenski), u mišić (intramuskularno) ili pod kožu (subkutano).